# Дім Проєктів
Дім Проєктів або Дімпроєктбуд — один з перших хмарочосів України і Харкова. Одна з трьох харківських висоток.

## Історія будівництва
Для обрання оптимального проєкту будівлі був розпочатий всесоюзний конкурс на найкращий проєкт.
5 лютого 1930 року перемогу здобули архітектори Сергій Савич Серафимов і Марія Андріївна Зандберг, з проєктом «Догнати і обігнати». Друге місце посіли брати Весніни, третє — харківські архітектори Григорій Олександрович Яновицький і М. Л. Мордвинов. Всі проєкти трійки переможців передбачали хмарочос «конструктивістського» стилю.
Будівництво розпочалось в 1930 році, будували Дім Проєктів, як і Держпром, із монолітного залізобетону, але з дерев'яним перекриттям поверхів (ця економність відобразилась на будівлі в часи війни). Завершилось спорудження 14-поверхового «гіганта» в 1932 році.
Як і всі харківські висотки будівля мала конструктивістський архітектурний стиль.

## Використання

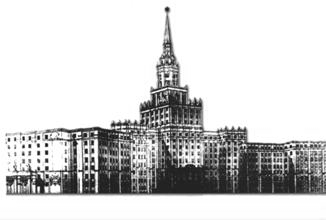
Проєкт реконструкції Будинку Проєктів (1948 рік)

В роки німецько-радянської війни, будівля була спалена, а також зруйноване південне крило. Але вона вистояла війну, а до 1961 року повністю реконструйована за проєктом архітекторів Володимира Поліектовича Костенка і Віктора Ісааковича Ліфшица, та інженерів О. Іванченко і В. Дудніка.
На реконструкцію хмарочоса був також представлений проєкт, що передбачав будівлю у стилі «сталінських висоток».
Через реконструкцію будівля сильно змінилась і втратила свої первинні конструктивістський стиль та об'ємно-просторову пластику.
З 1957—1963 рр. і донині будівля використовується як головний корпус Харківського університету.

## Архітектура

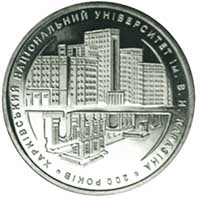
Ювілейна монета на честь 200-річчя університету

Багато архітекторів вважають, що рішення цієї будівлі вдалося Сергію Серафимову значно краще, ніж повністю очищені від декору, дещо брутальні форми Держпрому.
Будівля Дому Проєктів була тонше пророблена в деталях, форми побудовані на контрасті центральної висотної домінанти, підкресленої вертикальними щілинами скління, і просторових «крил», в яких переважають горизонтальні розчленовування. Контраст глухих і засклених поверхонь, завершення центрального корпусу в вигляді плоскої «широкої» плити, вертикальні й горизонтальні крізні просвіти, проникні промені сонця на фасаді, орієнтованому на північ в місцях примикання бічних частин до центральної — такий вигляд мав Дім Проєктів до війни.
Зараз будівля настільки сильно змінила свою зовнішність після реконструкції, що прототип навіть не вгадується.

## Галерея

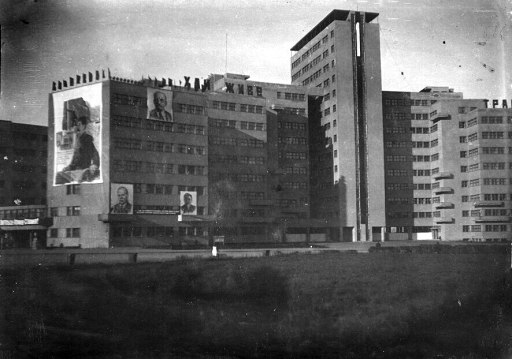
«Хмарочос» у 1930-ті
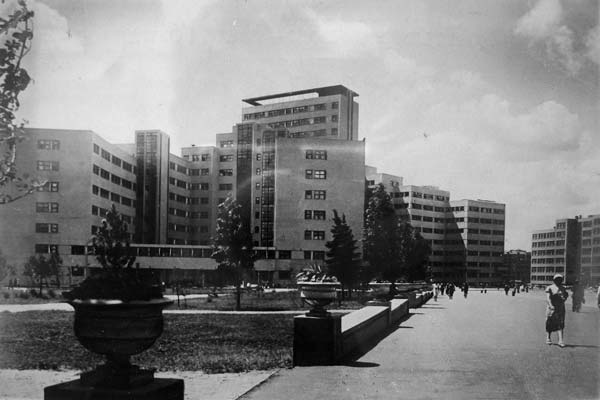
Дім Проєктів (1930-ті роки)
Новобудова 1930-ті
«Дім Проєктів» ушкоджений під час війни (1942 р.)
Після реконструкції (1966 рік)
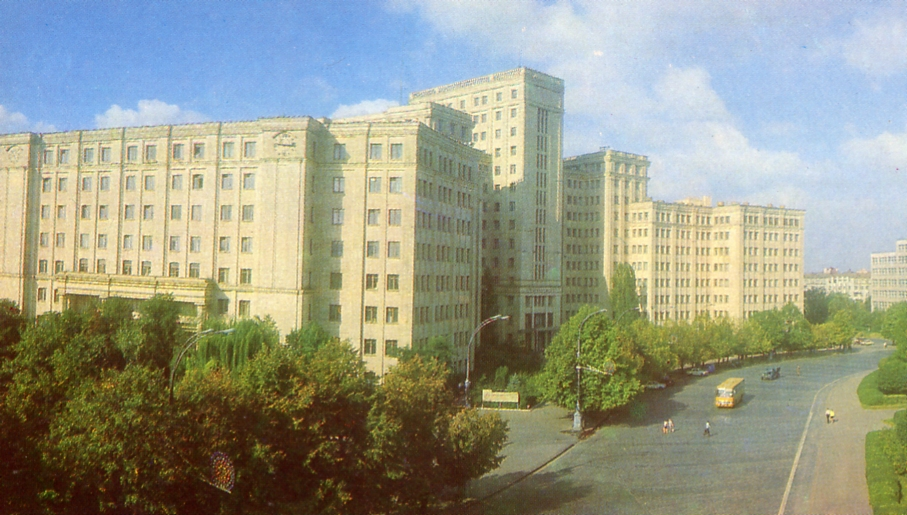
Харківський університет, 1985 рік
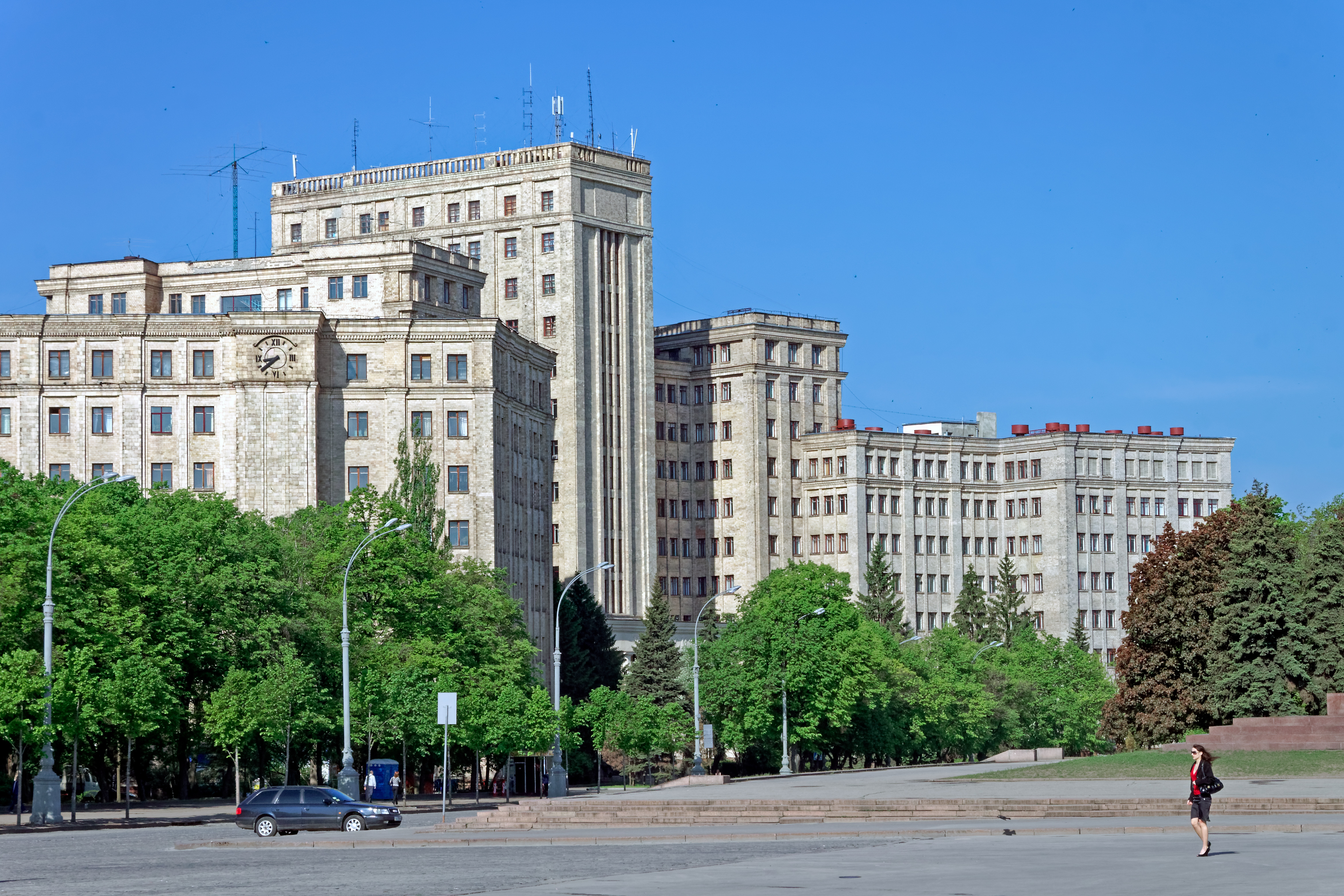
Головний корпус Харківського університету, 2010 рік
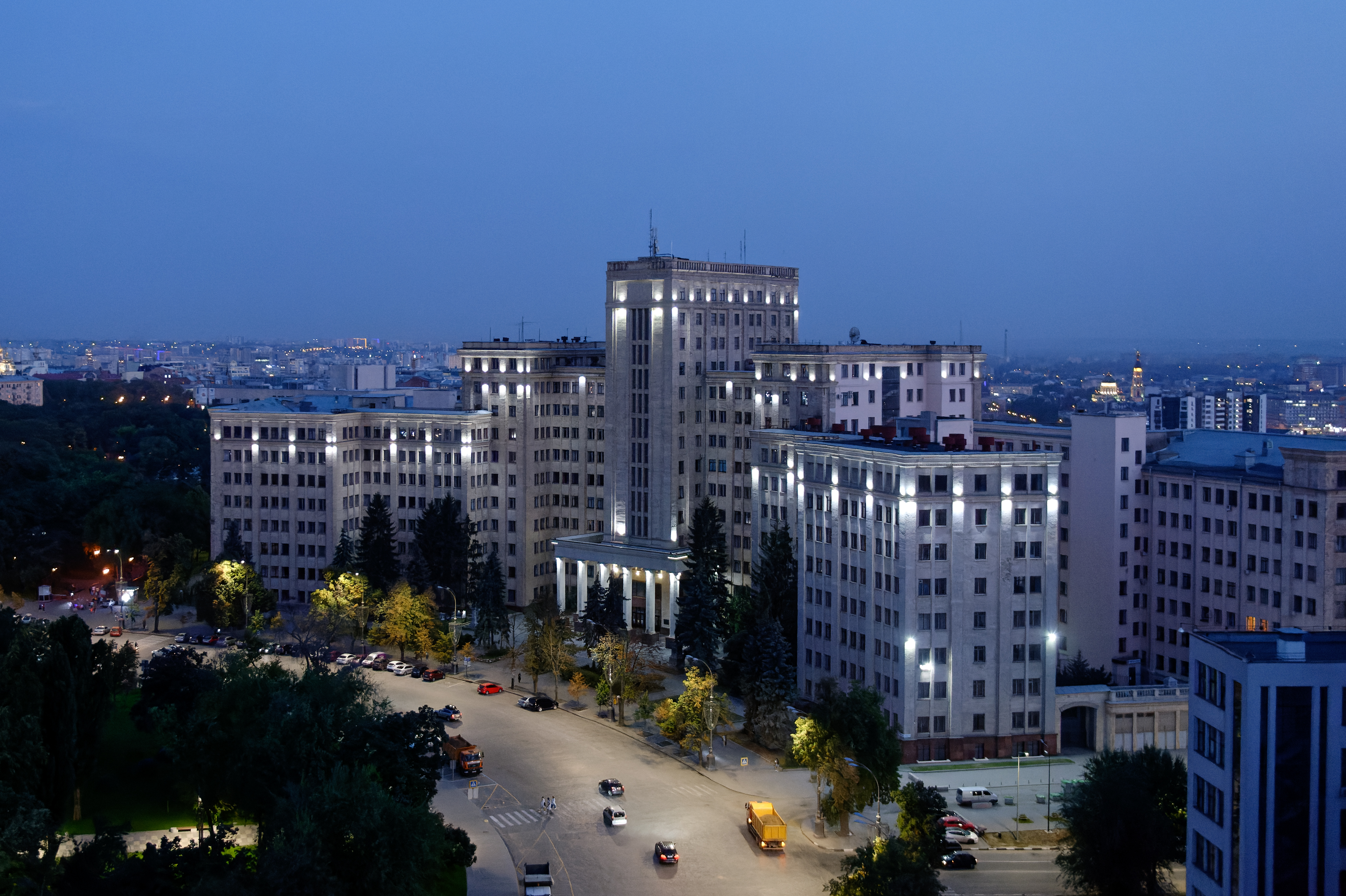
Головний корпус Харківського університету, 2021 рік
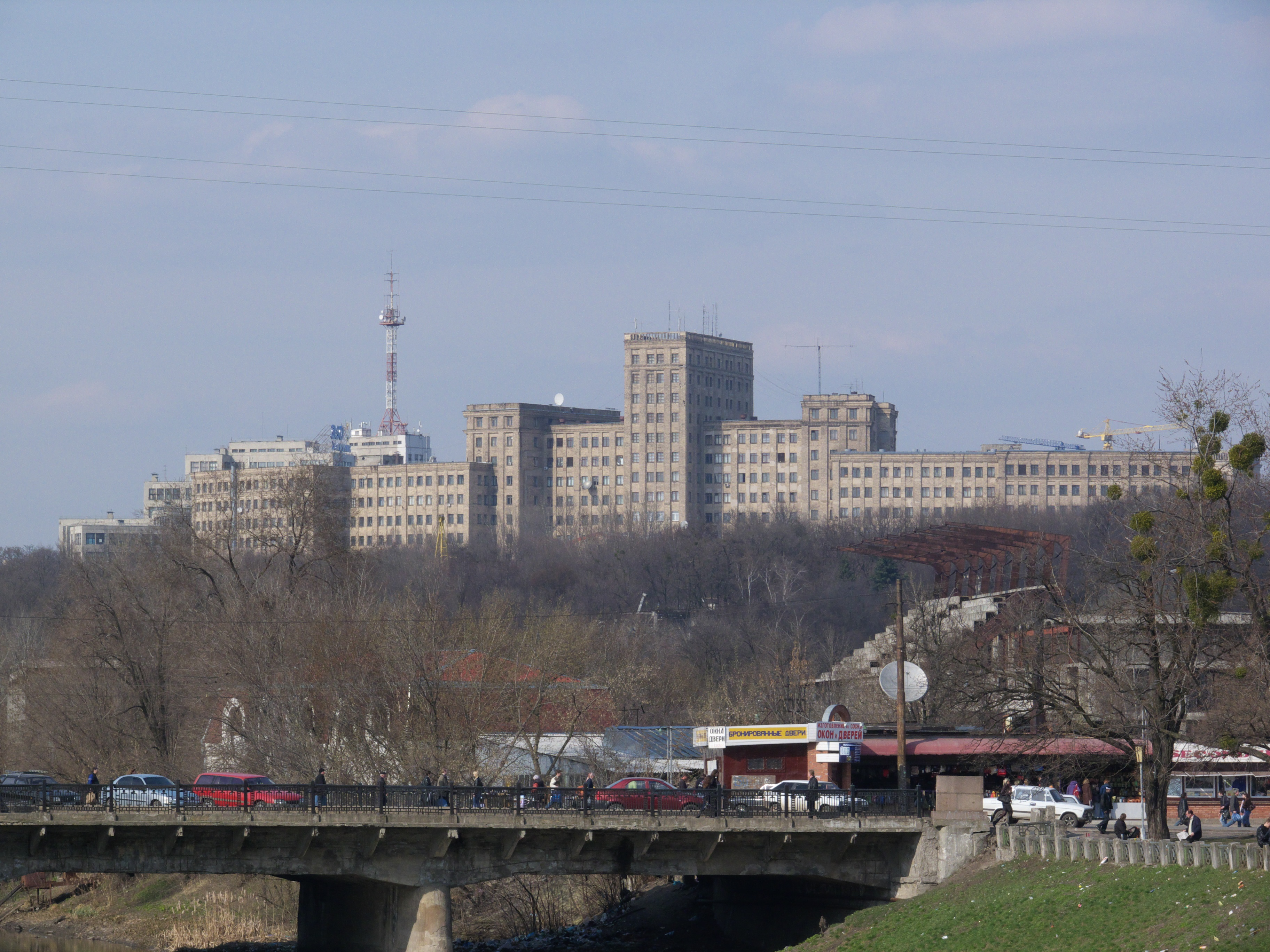
Університет знизу — з сторони річки Лопань через Бурсацький міст, 2008 рік

### У мистецтві

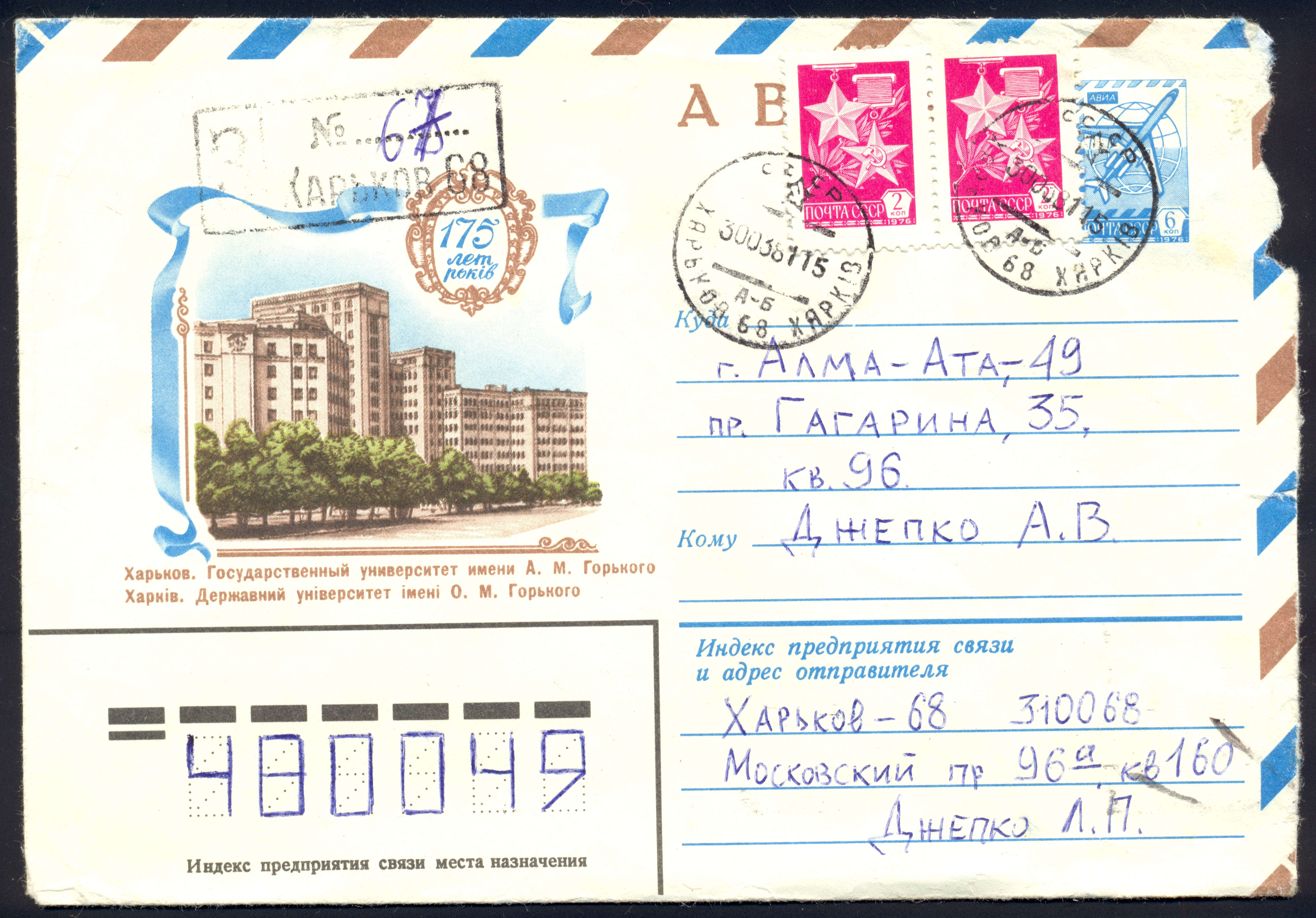
Поштовий конверт 1981 року із зображеням Головного корпусу ХНУ ім. Каразіна (ДУ ім. Горького).
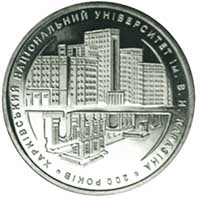
Реверс Срібної монети номіналом 5 гривень із зображенням Головного корпуса.